# 今川彦二
今川 彦二（いまがわ ひこじ、1923年2月26日 - 2009年9月6日）は、日本の経営者。住友セメント(現在の住友大阪セメント)社長、会長を務めた。

## 来歴・人物
徳島県出身。1948年に東京大学経済学部商業学科を卒業し、同年に住友鉱業(現在の住友金属鉱山)に入社した。1973年4月に住友セメントに転じ、1975年5月に取締役に就任し、1978年6月に常務を経て、1982年6月に社長に就任し、1990年6月には会長に就任した。1994年10月に取締役相談役に就任し、1996年6月に相談役を経て、2000年6月には名誉顧問に就任。
1989年4月に藍綬褒章を受章した。
2009年9月6日、腎不全のために死去。86歳没。